# Maruszewiec Stary
Maruszewiec Stary (do 2021 Maruszewiec) – wieś w Polsce położona w województwie lubelskim, w powiecie radzyńskim, w gminie Borki. Obok miejscowości przepływa Bystrzyca, niewielka rzeka dorzecza Wisły.
W latach 1975–1998 miejscowość administracyjnie należała do ówczesnego województwa lubelskiego.
Wieś stanowi sołectwo gminy Borki. 
Integralną części wsi są Hektary w położeniu geograficznym 51°42′56″N 22°29′57″E/51,715556 22,499167 – część wsi.
Wierni Kościoła rzymskokatolickiego należą do parafii Najświętszej Maryi Panny Wspomożycielki Wiernych w Borkach.